# Yoboki
Yoboki är en by i regionen Dikhil i den östafrikanska staten Djibouti. Yoboki har 644 invånare. Staden ligger 10 mil väster om huvudstaden Djibouti och ungefär 40 km nordväst om regionhuvudstaden Dikhil.